# St. Lucia (Zschepplin)

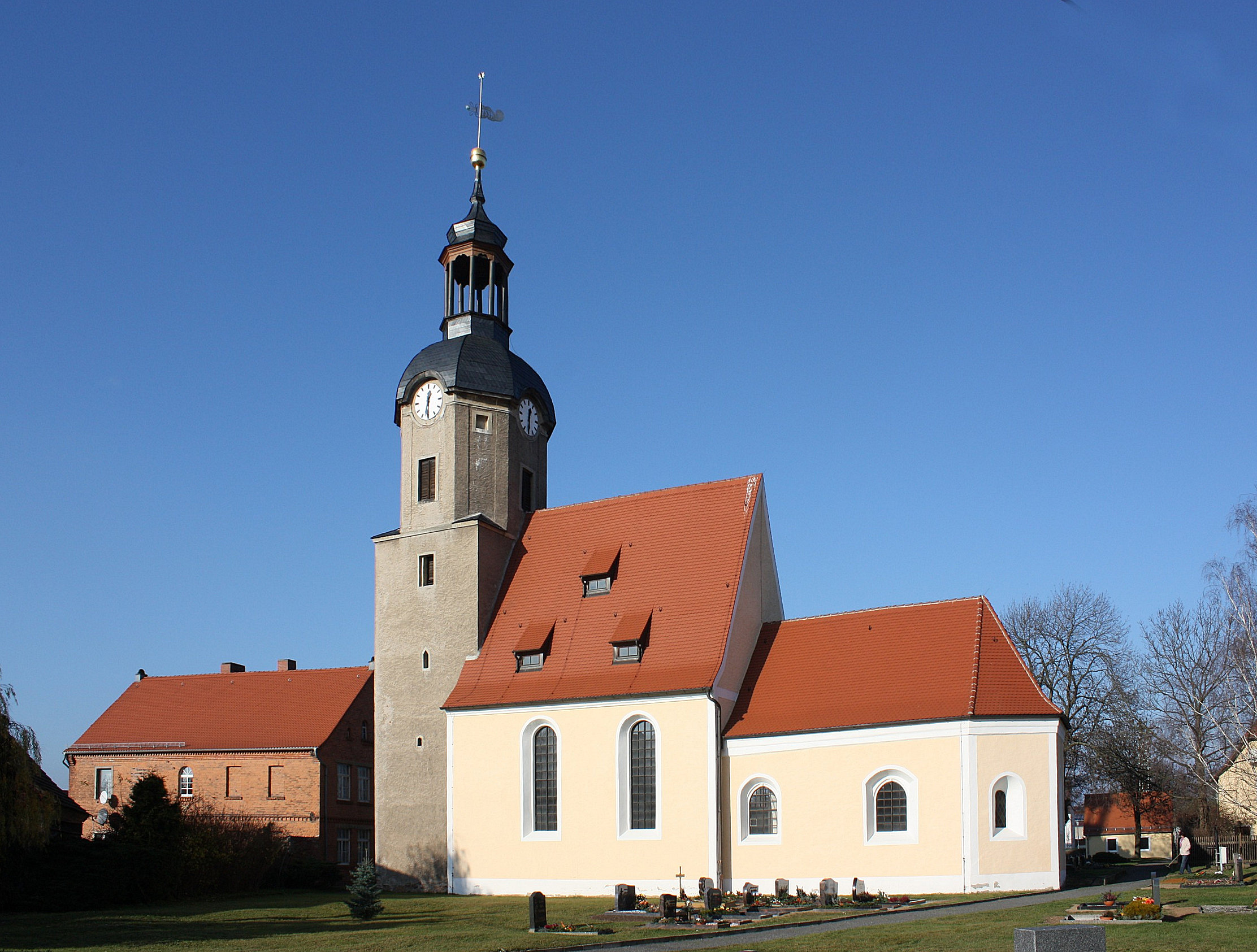
St. Lucia (Zschepplin)

Die evangelische Kirche St. Lucia ist eine spätgotische Saalkirche in Zschepplin im Landkreis Nordsachsen in Sachsen. Sie gehört zum Pfarrbereich Krippehna im Kirchenkreis Torgau-Delitzsch der Evangelisch-Lutherischen Landeskirche Sachsens. Namensgeberin der Kirche ist Lucia von Syrakus.

## Geschichte und Architektur
Die spätgotische ehemalige Wallfahrtskirche ist ein Bauwerk aus der zweiten Hälfte des 15. Jahrhunderts. Ein großer Anbau an der Nordseite und eine Erhöhung des Saals wurden um 1600 vorgenommen. Restaurierungen wurden in den Jahren 1965–69 und seit 1994 durchgeführt. Der Turm, der Saal und der Chor sind in der Höhe deutlich voneinander abgesetzt. Das Bauwerk ist ein verputzter Backsteinbau mit auffallend kurzem Saal, der in einen leicht eingezogenen Chor mit Fünfachtelschluss übergeht. Der Westturm ist über quadratischem Grundriss erbaut, das Glockengeschoss ist oktogonal, der Abschluss wird durch eine Haube mit Laterne von 1732 gebildet. Das Innere wird durch Rundbogenfenster erhellt, am nördlichen Anbau ist ein Rundbogenportal angeordnet.
Im Innern ist das Turmerdgeschoss kreuzrippengewölbt. Der Saal ist flach gedeckt, ein breiter Rundbogen vermittelt zum Chor mit Netzgewölbe. Der nördliche Anbau ist in raumhohen Arkaden zum Saal geöffnet, die etwas durch zweigeschossige Emporen verdeckt sind. An der Westseite ist eine konvexe Orgelempore aus dem 19. Jahrhundert eingebaut. An der Chornordseite ist eine verglaste Patronatsloge von 1732 mit Wappen der Familie von Dieskau angeordnet. Eine spätgotische Sakramentsnische aus Porphyr mit Vorhangbogen ist ein Werk aus der Zeit um 1500. Die Sakristei ist mit Tonnengewölbe und einer Piscina ausgestaltet.

## Ausstattung
Die aufwändige Taufe aus Sandstein stammt aus der Zeit um 1570, am Fuß sind Putten mit Wappenschilden, am Schaft Blattwerk und an der Kuppa vier figurenreiche Reliefs mit einer Darstellung der Beschneidung, des Zugs durch das Rote Meer, der Segnung der Kinder durch Jesus und der Taufe Christi angeordnet, dazwischen Kartuschen mit Wappen der Familie von Ende. Von einer verlorenen Kanzel ist eine unterlebensgroße Mosesfigur aus Sandstein aus dem 16. Jahrhundert erhalten. Ein barockes Gemälde vom Ende des 17./Anfang des 18. Jahrhunderts stellt die Kreuzigung Christi dar. 
Die Orgel ist ein Werk von Furtwängler & Hammer aus dem Jahr 1911, das um 1925 aus dem Seminar von Eilenburg umgesetzt wurde. Die Orgel hat sieben Register auf zwei Manualen und Pedal.
Mehrere Epitaphien aus Sandstein erinnern an:
- Cunz von Ende († 1586), mit dreigeschossigem architektonischem Aufbau, im Hauptfeld eine Reliefdarstellung des Verstorbenen mit seiner Familie kniend, im Hintergrund eine Landschaft, seitlich auf Sockeln kleine Figuren von Johannes dem Täufer und Moses, im Aufsatz das Jüngste Gericht, im Dreieckgiebel Gottvater;
- Wolf Rudolph von Ende († 1590), mit architektonischem Aufbau mit Rollwerksornament, im Sockel eine Inschrifttafel, im Hauptfeld ein Relief des verstorbenen Kindes;
- Rudolph von Ende († 1618), mit einem ganzfigurigen Relief eines Ritters in einer Nische mit Kleeblattbogen;
- Ehrenfried von Ende († 1629), mit der Relieffigur eines Ritters und einem breiten Inschriftrahmen